# Basilio (Santa Cruz)
Basilio ist eine Ortschaft im Departamento Santa Cruz im südamerikanischen Andenstaat Bolivien.

## Lage im Nahraum
Basilio ist die bevölkerungsreichste Ortschaft im Kanton Peji im Municipio La Guardia in der Provinz Andrés Ibáñez. Die Gemeinde liegt auf einer Höhe von 500 m in der weiten Schwemmlandebene, die vom Río Piraí im Westen und dem Río Grande im Osten geschaffen worden ist. In nördlicher Richtung in einer Entfernung von etwa 20 km befindet sich das Dünengelände Lomas de Arena, ein durch die IUCN als Landschaftsschutzgebiet ausgewiesenes Wanderdünen- und Seengebiet.

## Geographie
Basilio liegt östlich der Cordillera Oriental am Rande des bolivianischen Tieflandes. Die Region weist ein semihumides schwülfeuchtes Tropenklima auf mit geringen Tages- und Nachtschwankungen der Temperaturen.
Die Jahresdurchschnittstemperatur beträgt 24 °C (siehe Klimadiagramm Santa Cruz), die monatlichen Durchschnittswerte schwanken zwischen 20 °C im Juni und Juli und 26 °C von Oktober bis Dezember. Der jährliche Niederschlag in der Region liegt bei etwa 1000 mm, einer kurzen Trockenzeit von Juli bis August mit Monatsniederschlägen von nur 30–40 mm steht eine ausgedehnte Feuchtezeit gegenüber, in der von Dezember bis Februar die Monatswerte zwischen 135 und 160 mm liegen.

## Verkehrsnetz
Basilio liegt 48 km südlich von Santa Cruz, der Hauptstadt des gleichnamigen Departamentos.
Von Santa Cruz führt die asphaltierte Nationalstraße Ruta 9 in südlicher Richtung über Villa Simón Bolívar nach Basilio und weiter nach Süden über Mora, Cabezas, Abapó, Ipitá und Villamontes nach Yacuiba an der bolivianischen Grenze zu Argentinien.
Basilio ist außerdem Haltepunkt an der Bahnlinie zwischen Santa Cruz und Yacuiba, die Fahrzeit von Basilio bis Santa Cruz beträgt etwa anderthalb Fahrstunden.

## Bevölkerung
Die Einwohnerzahl der Ortschaft ist in den vergangenen zwei Jahrzehnten auf fast das Doppelte angestiegen:
| Jahr | Einwohner | Quelle       |
| ---- | --------- | ------------ |
| 1992 | 732       | Volkszählung |
| 2001 | 864       | Volkszählung |
| 2012 | 1318      | Volkszählung |
| 2024 |           | Volkszählung |

Aufgrund der Zuwanderung von Agrarbevölkerung im 20. Jahrhundert weist die Region einen gewissen Anteil an indigener Bevölkerung auf: Im Municipio La Guardia sprechen 17,1 Prozent der Einwohner Quechua.